# Hammer Stavanger
La Hammer Stavanger es una carrera profesional de ciclismo en ruta por etapas que se realiza en Stavanger, ciudad portuaria y municipio del sudoeste de Noruega, la región de Stavanger alberga la innovadora carrera del grupo de Hammer Series, presentando tres días de competición con los mejores equipos del mundo.
La carrera fue creada en el 2018 y recibió la categoría 2.1 dentro de los Circuitos Continentales UCI formando parte del UCI Europe Tour.

## Palmarés
| Año  | Ganador          | Segundo     | Tercero          |
| ---- | ---------------- | ----------- | ---------------- |
| 2018 | Mitchelton-Scott | Team Sunweb | BMC Racing Team  |
| 2019 | Team Jumbo-Visma | Team Sunweb | Mitchelton-Scott |

## Palmarés por países
| País         | Victorias |
| ------------ | --------- |
| Australia    | 1         |
| Países Bajos | 1         |